# Banize
Banize là một xã thuộc tỉnh Creuse trong vùng Nouvelle-Aquitaine miền trung nước Pháp. Xã này nằm ở khu vực có độ cao trung bình 540 mét trên mực nước biển.

## Địa lý
Thị trấn nằm ở nơi hợp lưu của các sông Benise và Thaurion, cự ly khoảng 10 dặm (16 km) về phía tây của Aubusson tại giao lộ các tuyến đường D10 và tuyến đường D16.

## Dân số
| 1962                                                        | 1968 | 1975 | 1982 | 1990 | 1999 | 2008 |
| ----------------------------------------------------------- | ---- | ---- | ---- | ---- | ---- | ---- |
| 160                                                         | 225  | 172  | 174  | 149  | 134  | 142  |
| Số liệu điều tra dân số từ năm 1962 Dân số chỉ tính một lần |      |      |      |      |      |      |

## Địa điểm nổi bật
- Nhà thờ, từ thế kỷ 14.